# Jag ringer mina bröder
Jag ringer mina bröder är en kortroman från 2012 av Jonas Hassen Khemiri. Boken utgår ifrån en krönika som Khemiri publicerade i december 2010 – en vecka efter bombattentatet i Stockholm. En pjäsversion hade premiär 2013, i regi av Farnaz Arbabi.

## Handling
Boken handlar om protagonisten Amor som far runt i Stockholm.